# Национален център по заразни и паразитни болести
Националният център по заразни и паразитни болести (съкратено НЦЗПБ) е здравна научна организация в София.
Центърът е второстепенен бюджетен разпоредител на българското Министерство на здравеопазването. Има за задача да разработва научните основи на борбата с инфекциозните заболявания и методите за нейното осъществяване.
НЦЗПБ е създаден в изпълнение на Указ № 1998 на княз Александър от 7 ноември 1881 г. В началото носи името Институт за народно здраве. По-късно името му е уточнено като Институт по заразни и паразитни болести. 130-годишнината му е чествана през ноември 2011 г.
В центъра са обособени 17 национални референтни лаборатории по вирусология, микробиология, имунология, паразитология и ДДД. НЦЗПБ е база за следдипломно обучение, включително и за придобиване на образователна и научна степен „доктор“.
Разположен е в 2 сгради: основната е на бул. „Янко Сакъзов“, а другата е на бул. „Генерал Николай Г. Столетов“.
На 2 паметни плочи пред главната сграда са изписани текстове (в горната на български, в долната на английски) на признателност за голямото дарение от американската Рокфелерова фондация за построяването на сградата. Текстът на български гласи:
| „                          | Тази сграда бе построена през 1937 г. със солидната финансова подкрепа на фондация Рокфелер, САЩ, за да насърчи българските медицински служители в техните усилия да се борят срещу заразните и паразитните болести. | “ |
| От признателните поколения | |   |